# Márta Petrovits
Márta Petrovits (* 8. August 1964 in Budapest, verheiratete Márta Englert) ist eine ungarische Badmintonspielerin. 

## Karriere
Márta Petrovits wurde 1982 ungarische Juniorenmeisterin im Damendoppel gemeinsam mit Csilla Tamok. Zwei Jahre später konnte sie ihren ersten und einzigen Titel bei den Erwachsenen erkämpfen, als sie erneut im Doppel erfolgreich war, diesmal jedoch mit Éva Varga an ihrer Seite.

## Sportliche Erfolge
| Saison | Veranstaltung                              | Disziplin   | Platz | Name                           |
| ------ | ------------------------------------------ | ----------- | ----- | ------------------------------ |
| 1982   | Ungarn: Einzelmeisterschaften der Junioren | Damendoppel | 1     | Márta Petrovits / Csilla Tamok |
| 1984   | Ungarn: Einzelmeisterschaften              | Damendoppel | 1     | Éva Varga / Márta Petrovits    |

## Referenzen
- Ki kicsoda a magyar sportéletben? Band 2 (I–R). Szekszárd, Babits Kiadó, 1995. ISBN 963-495-011-6

| Personendaten    | Personendaten                 |
| ---------------- | ----------------------------- |
| NAME             | Petrovits, Márta              |
| ALTERNATIVNAMEN  | Englert, Márta                |
| KURZBESCHREIBUNG | ungarische Badmintonspielerin |
| GEBURTSDATUM     | 8. August 1964                |
| GEBURTSORT       | Budapest                      |